# Hormon stimulacije melanocita
Hormon stimulacije melanocita (MSH) ili melanin je hormon, po sastavu peptid iz skupine neuropeptida. Luče ga različite žlijezde. Kod nekih životinja luči ga srednji režanj hipofize, a kod nekih epifiza. Kod ljudi ga luči epifiza. MSH potiče temeljnu razinu proizvodnje melanina u melanocitima. Time ovaj hormon utječe na temeljnu boju kože, no ne i na crnjenje izazvano sunčevim zrakama. Kod ljudi je u svezi s indukcijom spolne zrelosti.